# Houdancourt
Houdancourt település Franciaországban, Oise megyében. Lakosainak száma 676 fő (2022. január 1.). Houdancourt Bazicourt, Chevrières, Grandfresnoy, Longueil-Sainte-Marie, Pontpoint és Pont-Sainte-Maxence községekkel határos.

## Népesség
A település népességének változása:
| Lakosok száma | 614  | 654  | 674  | 671  | 668  | 667  | 665  | 662  | 676  |
|               | 2013 | 2015 | 2016 | 2017 | 2018 | 2019 | 2020 | 2021 | 2022 |